# Charles Henry Plumb
Charles Henry Plumb, noto come Barone Plumb (27 marzo 1925 – 15 aprile 2022), è stato un politico inglese, leader del Partito Conservatore e dei contadini britannici.

## Attività politica
Fra i fondatori della National Farmers Union, fu il presidente dell'organizzazione dei contadini inglesi e gallesi fra il 1970 e il 1979 e venne nominato nella Commissione d'inchiesta sull'epidemia di afta epizootica scoppiata nel Regno Unito nel 1967.

Eletto deputato al Parlamento europeo nel collegio dei Cotswolds nel 1979 e vi restò fino al 1999, diventandone presidente dal 1987 al 1989.

Il 6 aprile 1987 stato insignito del titolo di Pari a vita di Coleshill, nella Contea del Warwickshire.